# شرطی خلاف واقع
یک شرطی خلاف واقع (مخفف CF) یک شرطی شامل یک قید «اگر» است که بر خلاف واقعیت است. اصطلاح خلاف واقع در سال ۱۹۴۷ توسط نلسون گودمن ابداع شد، که مفهوم «شرطیِ بر خلاف واقعیت» رودریک چیزم (۱۹۴۶) را گسترش می‌داد. مطالعه خلاف واقع‌ها به طور فزاینده‌ای مورد علاقه دانشوران در طیف گسترده‌ای از حوزه‌ها مانند فلسفه، روانشناسی، روانشناسی شناختی، تاریخ، علوم سیاسی، اقتصاد، روانشناسی اجتماعی، قانون، نظریه سازمان، بازاریابی و اپیدمیولوژی واقع شده است. در سال ۱۷۴۸، هنگام تعریف علیت، دیوید هیوم به یک مورد خلاف واقع اشاره کرد: 
«... می‌توانیم علت را به عنوان یک شیء که با شیء دیگری دنبال می‌شود تعریف کنیم، که مشابه اولی، توسط اشیائی مانند دومی دنبال می‌شوند. یا به بیان دیگر، جایی که شیء نخست نبوده باشد، شیء دوم هرگز وجود نداشته است…»
دیوید هیوم، جستاری دربارهٔ فهم بشر
در ترجمۀ کتاب فلسفه علم، نوشته الکساندر برد، مترجم کتاب (ساسان مژده) اصطلاح «شرطی خلاف واقع» را اصطلاحی نابجا دانسته و به جای آن «شرطی نارخداد» یا «شرطی نارخداده» را پیشنهاد کرده است:
«شرطی نارخداد یا نارخداده برابرنهادی نیکو برای آن واژه است. «شرطی‌های خلاف واقع» که در برابرِ این واژه به کار برده‌اند، نه تنها نازیباست، به کار بردنش چندان بجا هم نیست، زیرا «counterfactual» وضعیتی است که رخ نداده است، نه آن‌که خلاف واقع باشد. چو مثالی را که نویسنده در این باره آورده است به دیده گیریم، آن را مطابق واقع می‌یابیم، نه خلاف واقع؛ مگر آن‌که «واقع» را تنها به آنچه رخ داده است ویژه کنند...»

## مثال
جمله «اگر حسن خر داشته باشد سوارش می‌شود» یک شرطی ساده است که ممکن است در آینده مقدمه و سپس تالی آن اتفاق بیافتد. 
جمله  «اگر حسن خری می‌داشت سوارش می‌شد» نه مقدمه اش اتفاق افتاده است و نه تالی اش. این جمله یک شرطی نا رخ داده یا شرطی خلاف واقع است.